# Capparis pyrifolia
Capparis pyrifolia är en kaprisväxtart som beskrevs av Jean-Baptiste de Lamarck. Capparis pyrifolia ingår i släktet Capparis och familjen kaprisväxter. Inga underarter finns listade i Catalogue of Life.